# 津南町立津南中学校
津南町立津南中学校（つなんちょうりつつなんちゅうがっこう）は、新潟県中魚沼郡津南町にある公立中学校。

## 沿革
- 1969年（昭和44年）
  - 4月 - 下船渡中学校と芦ヶ崎中学校を統合して津南中学校を創立。
- 1972年（昭和47年）
  - 4月 - 外丸中学校と中津中学校を統合。
  - 11月 - 南校舎増築、生徒玄関改築竣工。
- 1973年（昭和48年）
  - 8月 - 統合記念碑除幕式。
- 1980年（昭和55年）
  - 12月 - 体育館竣工。
- 1989年（平成元年）
  - 3月 - 管理特別教室棟改築のため中校舎の教室一部を仮移転。
  - 8月 - 管理特別教室棟起工。
- 1990年（平成2年）
  - 7月 - コンピュータ施設起工。
  - 9月 - コンピュータ施設竣工。
  - 11月 - 管理特別教室棟竣工。
- 2012年（平成24年）
  - 4月 - 上郷中学校を統合

## 主な部活動
- 陸上部
- 野球部
- バレーボール部
- 卓球部
- ソフトテニス部
- バスケットボール部
- 吹奏楽部
- 冬季のみクロカン部,アルペン部

（平成30年度現在）